# Adoretus maculatus
Adoretus maculatus är en skalbaggsart som beskrevs av Eugène Benderitter 1924. 
Adoretus maculatus ingår i släktet Adoretus och familjen Rutelidae. Inga underarter finns listade i Catalogue of Life.